# Attacco frontale ed ammaestramento tattico

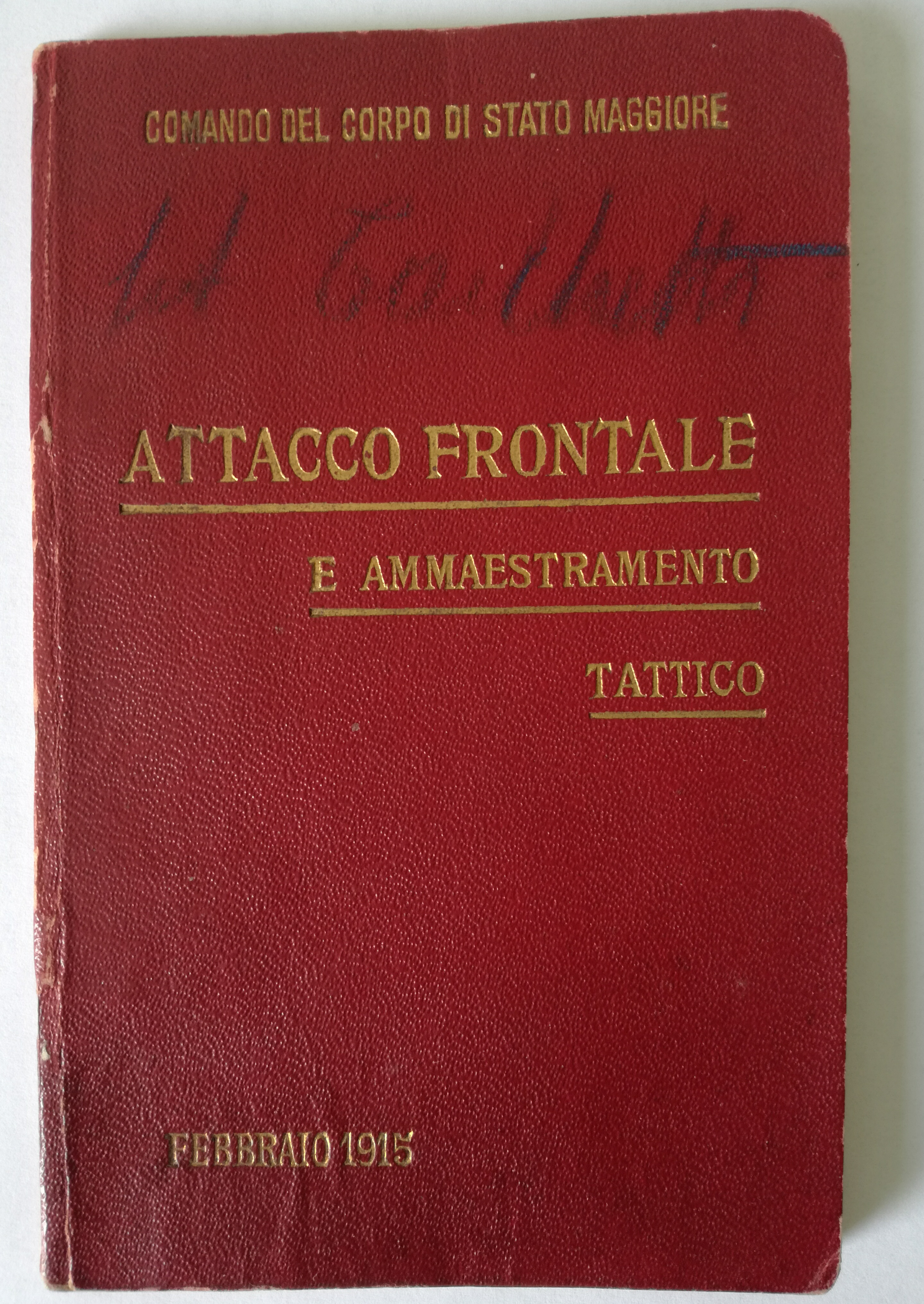
Die als „Rotes Büchlein“ bekannte Schrift des Chefs italienischen Generalstabs Luigi Cadorna

Attacco frontale e ammaestramento tattico (dt. Frontalangriff und taktisches Training) ist eine militärtheoretische Schrift des Chefs des italienischen Generalstabs Luigi Cadorna. Das Werk wurde im Februar 1915 drei Monate vor Italiens Eintritt in den Ersten Weltkrieg veröffentlicht, in hohen Auflagen gedruckt und an Kommandeure des Königlich-Italienischen Heeres bis hinunter zur Regimentsebene verteilt. Es sollte die Grundsatzregeln für den Einsatz von Infranterieverbänden zusammenfassen und Kommandeuren einen Einblick in die gewonnenen Erkenntnisse aus Kriegsgeschehnissen an den europäischen Fronten geben. Da das Büchlein einen roten Einband trug, wurde es als libretto rosso bekannt. Nach dem Kriege wurde die Schrift als ein Musterbeispiel einer völlig verfehlten Militärtaktik angesehen, die zu extrem hohen Menschenopfern führte.

## Inhalt
Die 62 Seiten umfassende in Taschenbuchgröße und Heftformat erschienene Schrift besteht aus drei Kapiteln, die die Vorgehensweise im Krieg beschreiben. Im ersten und mit 37 Seiten längsten Teil werden Kriterien für einen Offensivangriff (Criteri dell’azione offensiva) beschrieben. Der zweite Teil (L’azione offensiva in funzione delle caratteristiche del terreno) behandelt Offensivtatiken und ihre örtlichen Gegebenheiten und Voraussetzungen. Im dritten Teil (Ammaestramento tattico) werden taktische Trainingsmethoden beschrieben. Das Buch wurde als Zirkular Nr. 191 vom 25. Februar 1915 veröffentlicht und ersetzte den zuvor veröffentlichte Erlass 1414 (Norme per l’azione tattica) vom 14. August 1914.

## Hintergrund

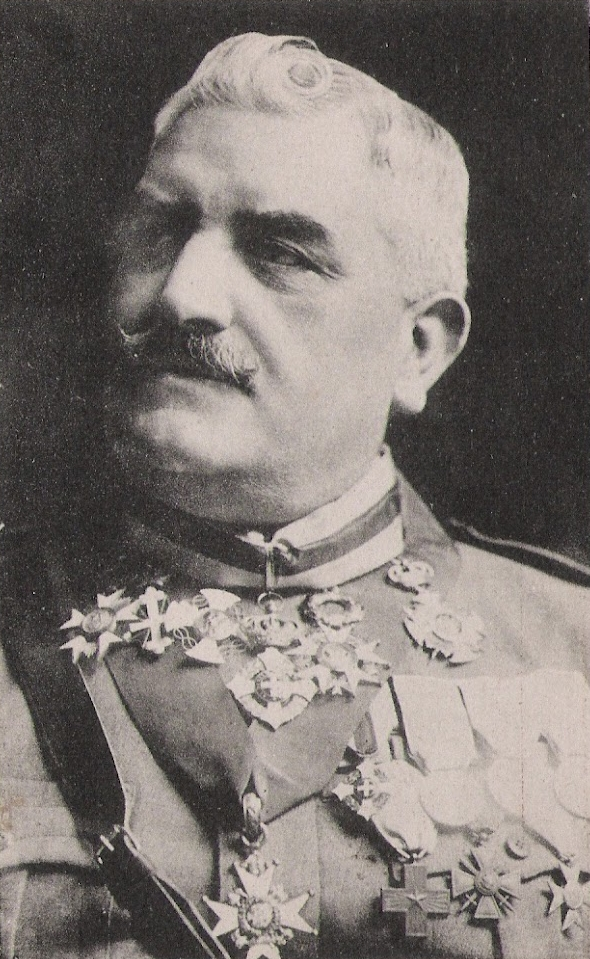
General Giuseppe Pennella

Obwohl Cadorna als Autor des Werkes bekannt ist, wurde die Schrift wohl von seinem engen Mitarbeiter General Giuseppe Pennella verfasst. Pennella war der Leiter des Sekretariats des Generalstabes. In dem Werk werden verschiedene Aufsätze von Cadorna zusammengefasst. In dem Büchlein wird u. a. der Frontalangriff mit dem Bajonett gegen Schützengräben als Mittel der Wahl beschrieben.

## Bewertung nach dem Kriege
Die Bewertungen der Schrift waren verheerend. Die darin enthaltenen taktischen Anweisungen hätten zu hohen Opfern geführt. Aldo Valori bezeichnete das Büchlein als furchteinflößend. Giulio Douhet bezeichnete die Taktik als realitätsfremd. Cadorna verteidigte sich später gegen die Vorwürfe: Das Büchlein habe die Funktion gehabt, unerfahrenen Offizien einen Handlungsleitfaden an die Hand zu geben. Es seien die damaligen Erkenntnisse über den Krieg verarbeitet worden. Er räumte aber auch ein, dass in Italien damals nur wenige Erkenntnisse über die östlichen Kriegsschauplätze vorhanden gewesen seien.